# Taizé (Saône-et-Loire)
Taizé é uma comuna francesa na região administrativa de Borgonha-Franco-Condado, no departamento Saône-et-Loire. Estende-se por uma área de 3,19 km². Em 2010 a comuna tinha 189 habitantes (densidade: 59,2 hab./km²).
Em Taizé fica situada a Comunidade ecuménica de Taizé.